# Constant Fornerod
Pour les articles homonymes, voir Fornerod.
Constant Fornerod (Charles Emmanuel Constant Fornerod), né à Avenches le 30 mai 1819 et mort le 27 novembre 1899 à Bettens, est un homme politique suisse membre du parti radical-démocratique.

## Biographie
Fils de Susanne Esther Barbey, bourgeois d'Avenches, il suit ses études de droit à l'Académie de Lausanne, puis aux universités de université de Tübingen, et de Heidelberg tout en étant membre de la société de Zofingue.
Il est marié à Marie Sophie Leuzinguer.
Professeur de droit romain à l'Académie de Lausanne, il est nommé chancelier du canton de Vaud au printemps 1848 par le conseiller d'État Daniel-Henri Druey à qui il succède comme conseiller d'État lorsque ce dernier devient conseiller fédéral. Président du Conseil d’État en 1851, il est élu au Conseil des États la même année.
Lors du décès de Druey en 1855, il se fait élire conseiller fédéral contre l'avis de son parti, profitant de son titre de président du conseil des États. Il est membre du Conseil fédéral de 1855 à 1867 et, pendant cette période, à trois reprises président de la Confédération en 1857, 1863 et 1867.
Pendant son mandat, il est respectivement à la tête des départements suivants : 
- 1855-1856 : Département du commerce et des péages
- 1857 : Département politique
- 1858 : Département du commerce et des péages
- 1859-1861 : Département des finances
- 1862 : Département militaire
- 1863 : Département politique
- 1864-1866 : Département militaire
- 1867 : Département politique

En 1864, il est nommé comme commissaire lors de l'intervention fédérale dans le canton de Genève à la suite d'émeutes provoquées par la non-élection contestée de James Fazy au conseil d'État.
En 1867, il quitte le Conseil fédéral pour devenir le directeur du Crédit franco-suisse, un établissement financier genevois. Malheureusement, la banque connaît d'importants problèmes financiers et est accusée de faillite frauduleuse. Fornerod, alors établi à Paris, est condamné et purge une peine de prison avant de retourner en Suisse, ruiné, où il finira sa carrière dans un emploi de la compagnie de chemin de fer Jura-Simplon.

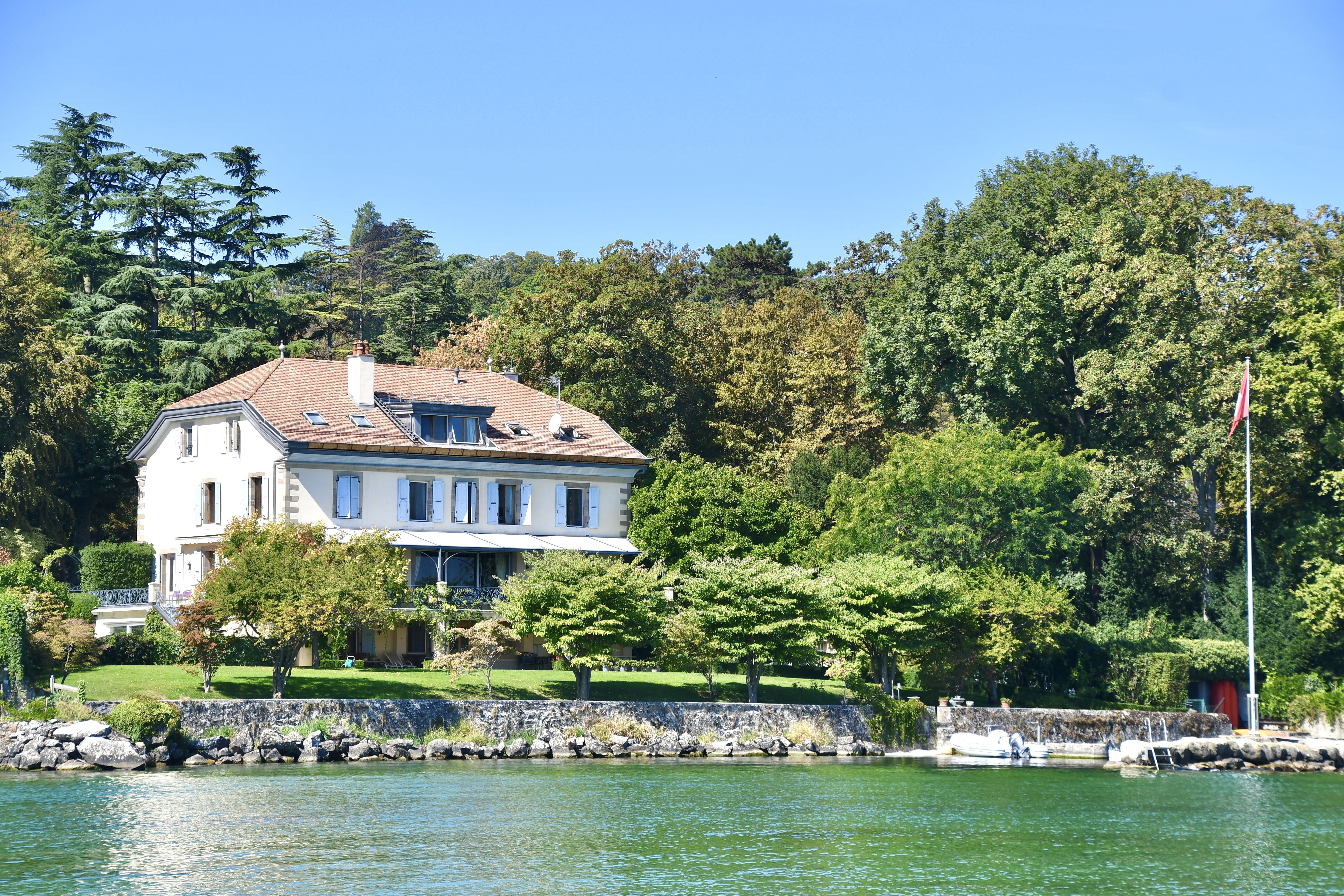
La maison de maître « La Petite Pierrière », à Pregny dont Constant Fornerod fut propriétaire de 1871 à 1880.

## Sources
- Fonds : Constant Fornerod (1845 - 1930) [0,12 mètre linéaire].  Cote : CH-000053-1 P Fornerod. Archives cantonales vaudoises (présentation en ligne).
- Informations sur Constant Fornerod avec résultat de l'élection sur le site internet du Conseil fédéral suisse.
- Chantal Lafontant, « Constant Fornerod » dans le Dictionnaire historique de la Suisse en ligne.
- Olivier Meuwly, « Constant Fornerod (1819-1899) », sur cercle-democratique.org (consulté le 17 décembre 2007)

- Notices d'autorité :   - VIAF
  - ISNI
  - GND

Registre d'état-civil de Sullens 1899